# زینت جهانشاه
زینت جهانشاه (زادهٔ حدود ۱۳۱۰ – درگذشتهٔ نامشخص) از پیشگامان مُد و طراحی لباس در ایران بود و نخستین زن ایرانی است که در ایران یک بوتیک پوشاک راه‌اندازی کرد و برای نمایش طرح‌هایش مدل زنده را به کار برد. او با تلاشی نوآورانه و بهره‌گیری از دانش و تجربهٔ خود در اروپا نقش مهمی در معرفی و ترویج مُد نوین به جامعهٔ ایران ایفا کرد.
نگاه زینت جهانشاه در زمینه مد و طراحی لباس برقراری نوعی اعتدال و ساده‌پوشی بود و بر این باور بود که نمی‌بایست کورکورانه از مد پیروی کرد. وی در روزهای سخت جنگ و قحطی در محله امیریه تهران فروشگاهی را باز کرد که بر ویترین آن «جدیدترین لباس‌ها برداشته شده از تازه‌ترین طراحی‌های لباس در اروپا» نوشته شده بود و به این ترتیب فروشگاه او نخستین مزون یا خانه طراحی ایرانی نام گرفته است.

## زندگی و تحصیلات
زینت جهانشاه در حدود سال ۱۳۱۰ خورشیدی در تهران به دنیا آمد. او تحصیلات ابتدایی خود را در دبیرستان ژاندارک تهران به پایان رساند. در دوران نوجوانی به همراه پدرش سرهنگ حبیب‌الله فرود که سرپرستی دانشجویان وزارت جنگ در اروپا را بر عهده داشت راهی آلمان شد. جهانشاه در آلمان در آموزشگاه «لته فراین» که یک آموزشگاه معتبر و بین‌المللی بود ثبت‌نام کرد و مهارت‌هایی همچون خانه‌داری، تندنویسی، ماشین‌نویسی، دوزندگی، پرنده‌شناسی، جانورشناسی مدیریت بوتیک را آموخت.

### تجربه در اروپا و بازگشت به ایران
جهانشاه پس از مدتی به فرانسه که در آن زمان مرکز مُد جهان بود سفر کرد و در آموزشگاه‌های پاریس طراحی و خیاطی را به روش‌های نوین فراگرفت. این آموزش‌ها او را با جدیدترین سبک‌های طراحی لباس آشنا ساخت. وی در سال ۱۳۲۱ خورشیدی پس از یک سال تحصیل و تجربه‌اندوزی در اروپا به ایران بازگشت و در محلهٔ امیریه تهران نخستین خیاط‌خانهٔ نوگرای ایرانی را بنیان گذاشت.

## فعالیت حرفه‌ای
نخستین گام جهانشاه در عرصهٔ مُد الگوبرداری از طرح‌های کریستیان دیور طراح برجستهٔ فرانسوی بود. با این حال او تنها به تقلید از طرح‌های اروپایی بسنده نکرد و خلاقیت خود را به کار گرفت تا لباس‌هایی طراحی کند که با ذائقه و نیازهای بانوان ایرانی سازگار باشد. جهانشاه به منظور نمایش طرح‌هایش برای اولین بار در تهران از مدل زنده استفاده کرد. او با صرف سه ماه زمان و تلاش بی‌وقفه گروهی از دختران جوان که عمدتاً از دوستان و آشنایانش بودند را برای نمایش لباس‌ها آموزش داد. زینت جهانشاه علاوه بر طراحی لباس‌های مدرن از پوشاک سنتی ایرانی نیز الهام گرفت. او با مراجعه به موزهٔ مردم‌شناسی و مطالعهٔ لباس‌های تاریخی طراحی‌های جدیدی ارائه داد که تلفیقی از مُد مدرن و عناصر سنتی ایرانی بود. یکی از مشهورترین طرح‌های او پوششی بلند با آستین‌های گشاد و یقهٔ بسته بود که استقبال گسترده‌ای در میان بانوان تهرانی یافت.

### نخستین نمایش مُد در ایران
در سال ۱۳۲۲ خورشیدی جهانشاه نخستین نمایش مُد ایران را برگزار کرد. با این که این رویداد در شرایط سخت اشغال ایران در جنگ جهانی دوم برگزار شد ولی با استقبال بانوان تهرانی روبرو شد. از ۹۰ دست لباس طراحی‌شده برای این نمایش تقریباً تمامی آن‌ها به فروش رفت و لباس‌های روزانه، عصرانه و شبانه را در بر می‌گرفت که با قیمتی بین ۱۱۰ تا ۳۰۰ تومان عرضه شدند.
زینت در فشن‌شوی خود از زنان صاحب‌نامی مانند «صفیه فیروز» دعوت کرد که شرکت کنند. ۱۵ نفر از زنان شناخته شده به افتتاحیه مزون رفتند. در مراسم فشن‌شو، او ۹۰ دست لباس زنانه را طراحی و با مانکن‌هایی که خودش آن‌ها را تربیت کرده بود، به نمایش گذاشت. این مراسم در طول روز سه بار برگزار شد. معرفی لباس‌ها بر عهده خود خانم جهانشاه بود. او نام لباس‌ها را از روی فصل‌ها و گل‌ها انتخاب کرده و پارچه‌های فرنگی را برای طراحی این لباس‌ها به کار گرفته بود. پالتوها گشاد و آزاد بودند با آستین‌های سرخود گشاد و یقه‌های بسته طراحی شده بودند. کت و دامن‌ها هم مناسب اعتقادات زنان ایرانی و پیراهن‌های شب به سبک دکلته طراحی شده بودند. لباس‌های شب پولک و منجوق‌دوزی می‌شدند. این لباس‌ها بیشتر به رنگ سیاه و قهوه‌ای بودند و قیمت‌شان به عنوان مثال برای پیراهن بعدازظهر، ۵۰ تومان و پالتوها ۱۰۰ تومان بود.

### پایان فعالیت حرفه‌ای و میراث
جهانشاه تا سال ۱۳۴۷ به فعالیت حرفه‌ای خود ادامه داد و هربار طرح‌هایی نوین و یکتا و بی‌همانند عرضه کرد. در همین سال او با تولد دخترش تصمیم گرفت خیاط‌خانهٔ خود را تعطیل کند و به فعالیت حرفه‌ای خود پایان دهد. زینت جهانشاه به عنوان نخستین بانوی ایرانی که مُد نوین را به ایران معرفی کرد، تأثیری ماندگار بر صنعت مُد کشور گذاشت. او راهی را گشود که پس از او بسیاری دیگر از طراحان ایرانی در آن گام نهادند و تهران را به مرکزی برای مُدهای نوگرایانه تبدیل کردند.